# 蒙特马焦雷-贝尔西托
蒙特马焦雷-贝尔西托（義大利語：Montemaggiore Belsito）是意大利西西里大区巴勒莫广域市的一个市镇。总面积31平方公里，人口3612人，人口密度116.5人/平方公里（2009年）。ISTAT代码为082051。